# Констанц
 Тази статия е за Констанц.  За град Констанца в Румъния вижте Кюстенджа.  
Констанц или Конщанц (на немски: Konstanz) е град в Германия, разположен там, където Рейн излиза от Боденското езеро. Има население от около 85 хил. жители.
През 16 век градът е епископски център, а в периода 1192 – 1548 е свободен имперски град. През 1183 г. тук е сключен мирът между Фридрих Барбароса и ломбардските градове (виж Констанцки мир), а през 1414 – 1418 в Констанц се провежда Констанцкият събор, на който се решава въпросът на Папската схизма, но и са осъдени като еретици реформаторите Ян Хус и Йероним Пражки. В събора взема участие Григорий Цамблак като Киевски и литовски митрополит.

## Култура
Неизбежно, вниманието на публиката привлича гигантската скулптура „Империя“, която е творба на Петер Ленк, поставена на един от вълноломите на констанцкото пристанище, и която на всеки 4 минути се завърта около оста си. Империя е млада куртизанка, описана от Оноре дьо Балзак в разказа „La belle Impéria“; сатирическият образ напомня за времената на Констанцкия събор: в своите ръце тя държи несъразмерно малките фигури на голи стари мъже, съответно с императорска корона и папска тиара. Балзак в своя разказ се надсмива над двойния морал на католическото духовенство, а Петер Ленк отправя по този начин критика и по адрес на светската власт, изобразявайки не само папа Мартин V, но и император Сигизмунд; куртизанката Империя по този начин държи в ръцете си съдбата на целия християнски свят.